# Casa Montserrat Fatjó de Sayrach
La casa Montserrat Fatjó de Sayrach és un edifici situat al carrer d'Enric Granados, al barri de l'Esquerra de l'Eixample de Barcelona, al costat de la casa Sayrach, catalogat com a bé cultural d'interès local.

## Història
Va ser projectada el 1926 per l'arquitecte Manuel Sayrach i Carreras per a la seva dona Montserrat Fatjó dels Xiprers i Pi.

## Descripció
Consta de planta baixa i set pisos, amb la façana organitzada segons les tres parts típiques de l'ordre clàssic. Al basament, format per la planta baixa, hi ha tres obertures fetes amb elements de pedra i coronades amb arcades, que recorden algunes de les solucions de la casa veïna que fa cantonada amb la Diagonal. A la part central, formada per les plantes primera a sisena, la façana té unes solucions formalment molt remarcables si accentuem els elements adossats a les mitgeres que la separen de les cases veïnes. Al coronament, que correspon a la planta setena, destaca el balcó corregut i les obertures coronades per arcades enllaçades entre si.
A l'interior, sobretot al vestíbul, es troba una decoració molt destacable amb diferents elements d'inspiració vegetal, que es van entrellaçant formant un conjunt molt interessant. A la façana posterior enllaça amb la casa veïna de la cantonada, obra del mateix arquitecte.

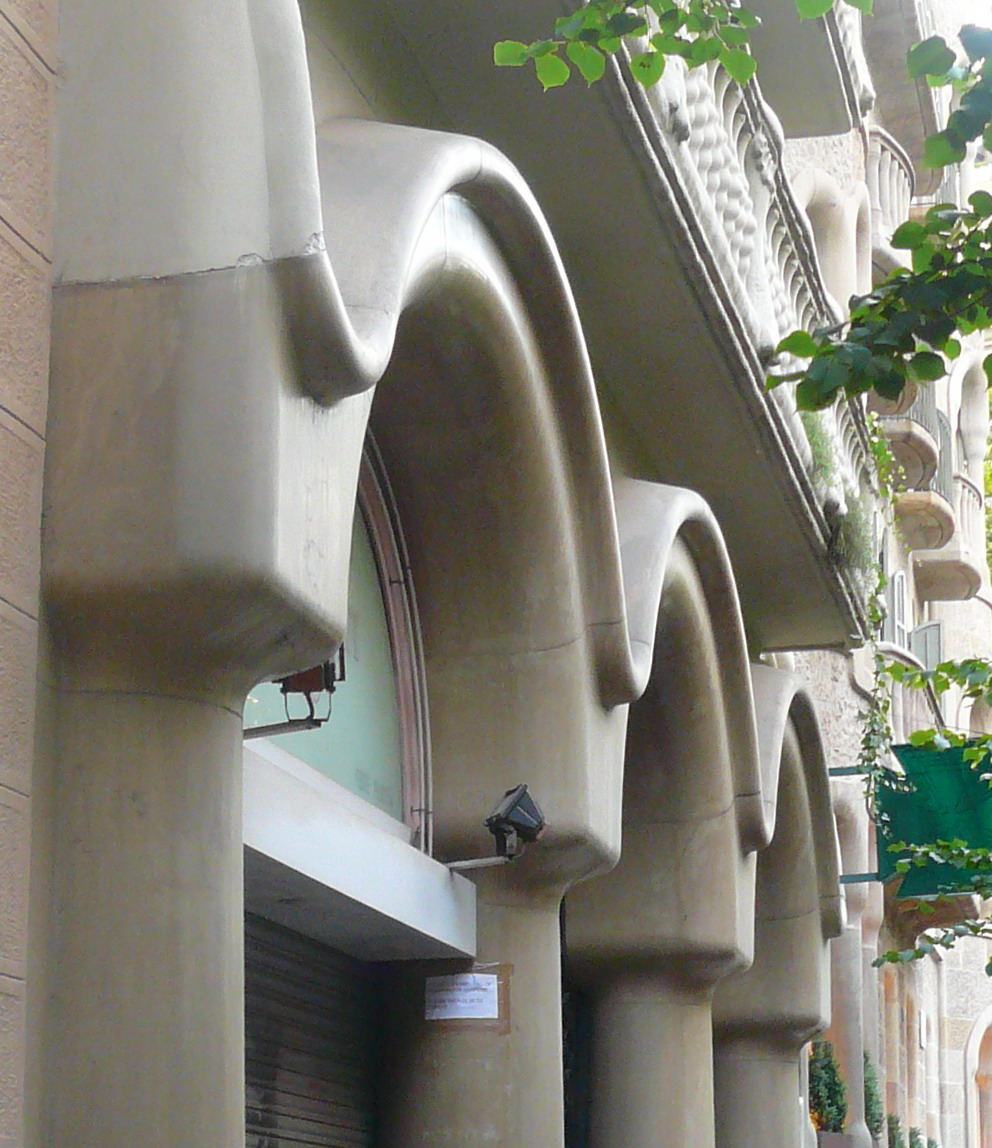
Arcs de la planta baixa
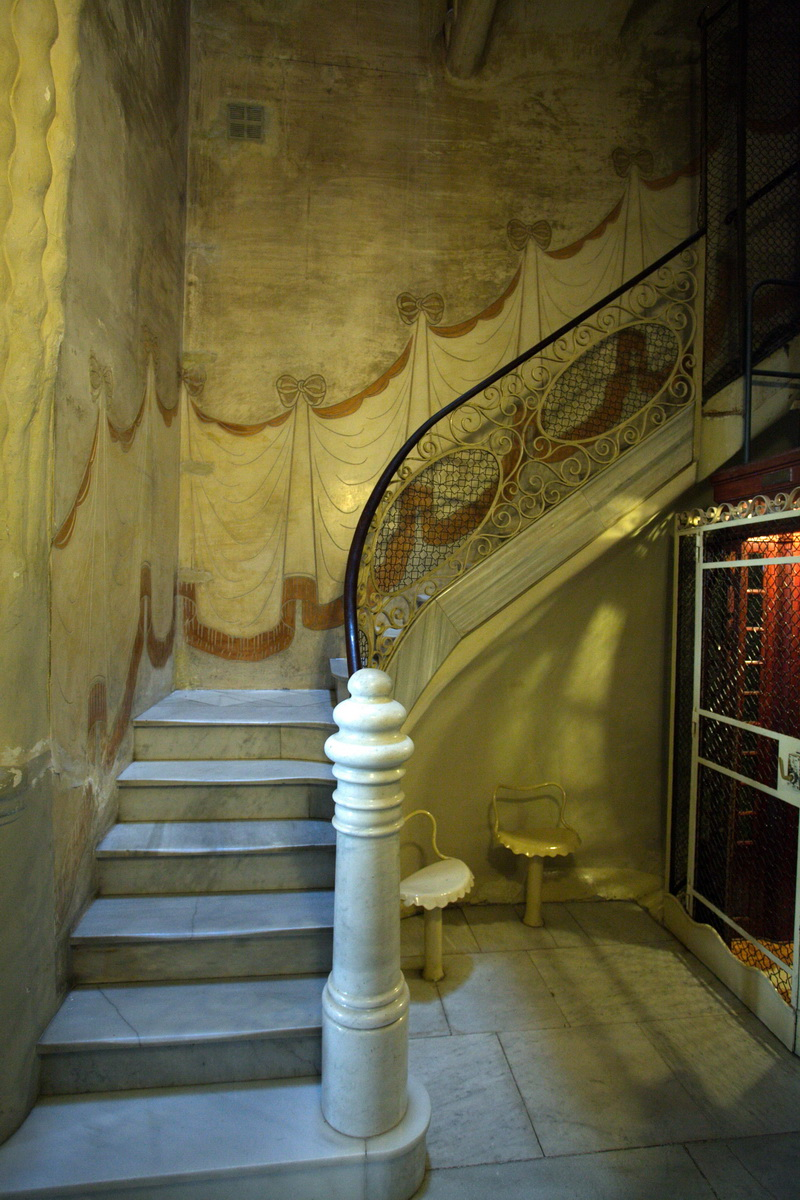
Escales
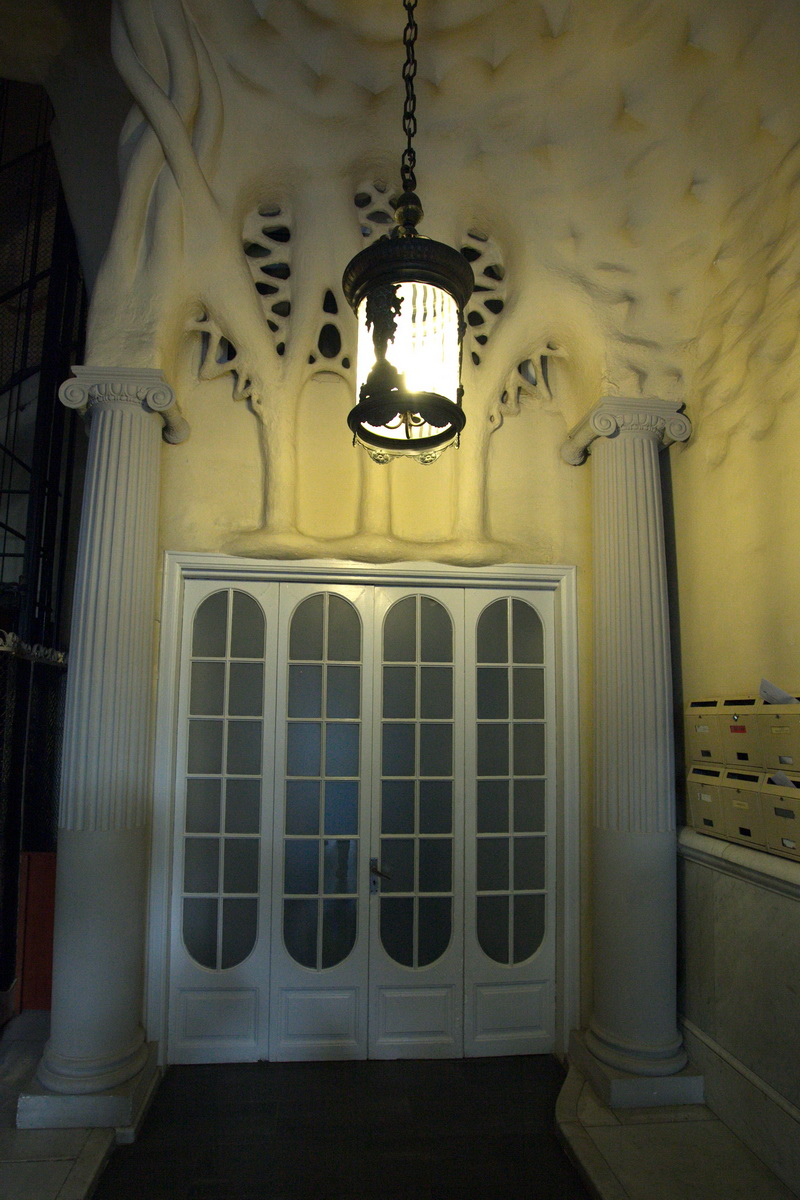
Accés a les cotxeres, flanquejat per dues columnes jòniques com a respecte als estils clàssics
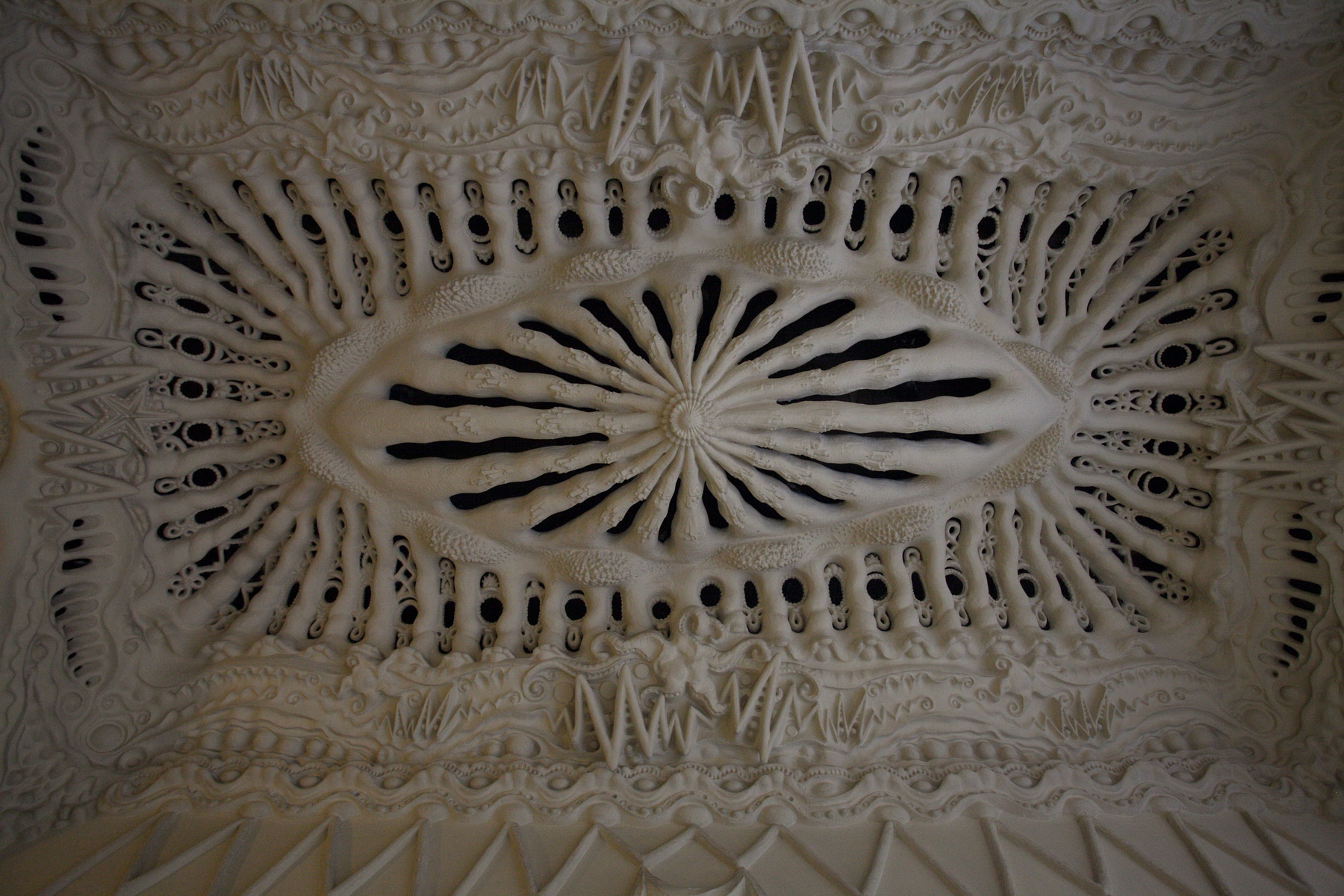
Sostre central del vestíbul. Als quatre costats hi ha una doble «M», símbol de Montserrat i Manuel, i dos d'ells hi ha una estrella de cinc puntes en referència als fills que van tenir
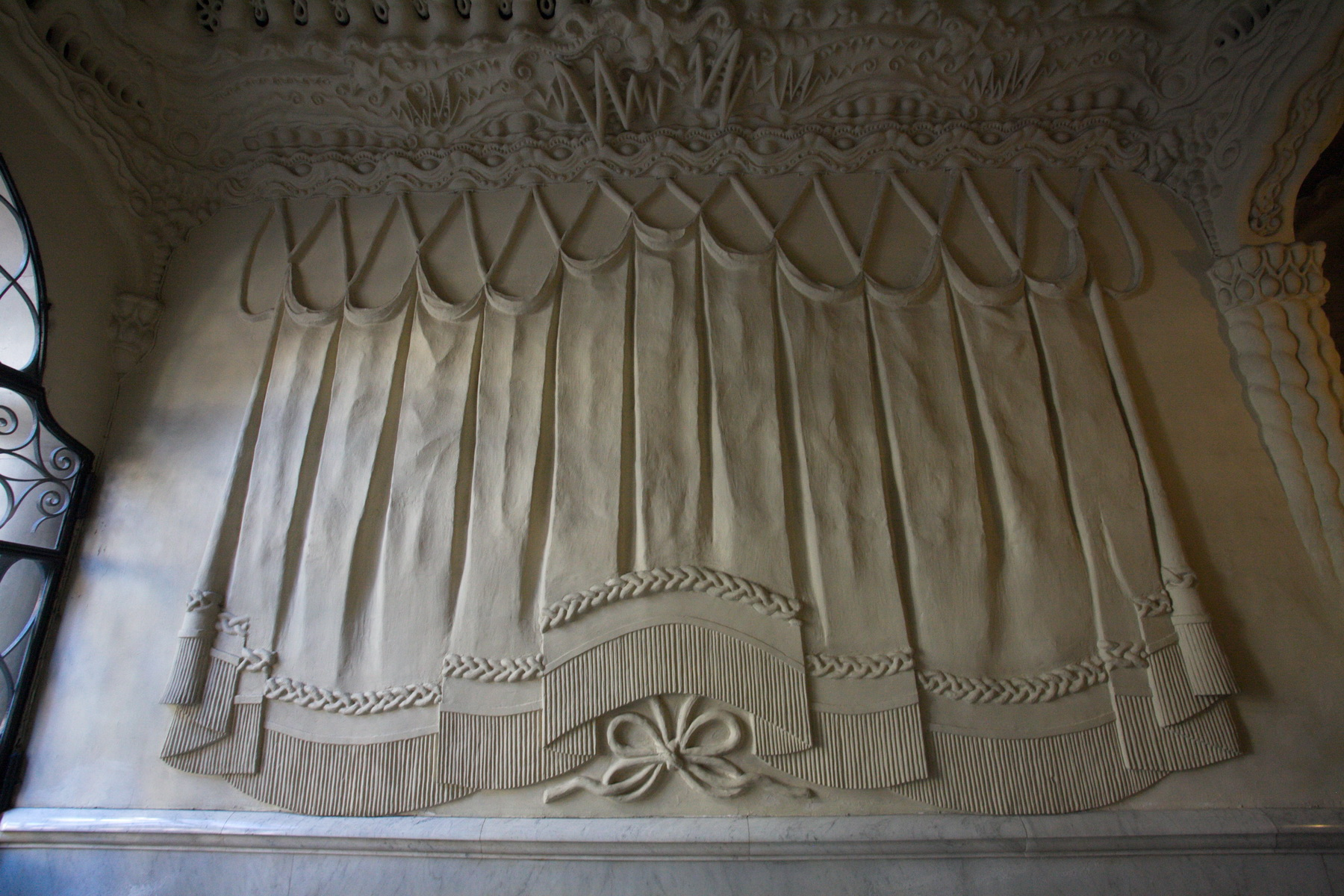
Paret del vestíbul en forma de teló